# FC 젬추지나 소치
FC 젬추지나 소치(러시아어: ФК Жемчужина-Сочи)는 크라스노다르 지방 소치를 연고로 하던 러시아의 축구 클럽이다. 1991년에 창단되었으며 2012년에 해체되었다.